# (100115) 1993 HA3
(100115) 1993 HA3 es un asteroide perteneciente al cinturón de asteroides, descubierto el 19 de abril de 1993 por el equipo del Spacewatch desde el Observatorio Nacional de Kitt Peak, Arizona, Estados Unidos.